# Adrien-Marie Legendre
Adrien-Marie Legendre (Toulouse, 1752. szeptember 18. – Párizs, 1833. január 10.) francia matematikus, egyetemi oktató, író.

## Életpályája
A Collège Mazarin jeles növendéke volt és mindjárt kilépése után részt vett a Traité de Mécanique c. folyóirat szerkesztésében, melyet Marie nevű tanára adott ki. Ebben Forces accélératrices címen írt cikkei magukra vonták a tudósok figyelmét. Legendre d'Alembert ajánlására 1775-ben az École militaire tanára lett. 1783-ban lett a francia tudományos akadémia tagja. 1787-ben Cassinivel és Méchainnel közösen részt vett a greenwichi és párizsi obszervatórium közti távolság trigonometriát használó kiszámításában. 1808-ban lett az Université élethossziglani igazgatója és 1816-ban az École politechnique examinátora lett. A forradalom idején egyik tagja volt annak a háromtagú tanácsnak, amely a méter mértéket bevezette.

## Tudományos munkássága
Foglalkozott geodéziával, számelmélettel, integrálszámítással, elliptikus integrálokkal, parciális differenciálegyenletekkel, a Föld alakjának meghatározásával, az ellipszoid vonzásával. Gausstól függetlenül felfedezte a legkisebb négyzetes hibakiegyenlítő módszert. Üstököspálya-számítása is annak idején feltűnést keltett. Éléments de géometrie címmel geometriai tankönyvet írt.

## Legnevezetesebb művei
- Éléments de géometrie (1794 óta sok kiadásban)
- Essai sur la théorie des nombres (1798)
- Nouvelle théorie des parallèles (1803)
- Nouvelle théorie pour la détermination des orbites des comètes (1805)
- Exercices de calcul intégral (1807)
- Traité des fonctions elliptiques (1827)
- Théorie des nombres (1830)